# Yvette Balana
 (avril 2025).
Si vous disposez d'ouvrages ou d'articles de référence ou si vous connaissez des sites web de qualité traitant du thème abordé ici, merci de compléter l'article en donnant les références utiles à sa vérifiabilité et en les liant à la section « Notes et références ».
Yvette Balana est une romancière, poétesse et professeure d'université camerounaise née en 1972. Elle est l'autrice de trois recueils de poésie et de deux romans.

## Biographie
Yvette Balana voit le jour en 1972 au Cameroun. Elle est professeure de Littérature et Civilisation africaine à l’Université de Douala au Cameroun,. Docteur en Littérature Négro-africaine, elle enseigne les littératures d'Afrique sub-saharienne et du Maghreb. Elle est la rédactrice de plusieurs articles scientifiques.  

### Carrière littéraire
Le monde littéraire camerounais lui doit trois recueils de poésie. Elle démarre son parcours d'écrivaine avec l’œuvre poétique Je suis la femme fleurie, éditée en 2006 à L'Harmattan dans la collection Poètes des cinq continents. Sa deuxième production poétique s'intitule Quand la veuve danse sur la tombe de la patrie, sorti en 2011, toujours à L'Harmattan,. En 2014, elle publie à Yaoundé aux éditions Ifrikiya son troisième recueil Au bout de l'errance. Ses deux premiers recueils interrogent la féminité et les moyens de son plein accomplissement[réf. nécessaire].
En tant que romancière, sa première parution est Le Pagne de ma grand-mère aux éditions Proximité à Yaoundé en 2020. Elle met en scène dans ce livre l'épopée et le déclin des Nana Benz, entrepreneures millionnaires du wax hollandais en Afrique,. Son premier roman lui ouvre les portes du Salon du livre de Genève en 2022. Avec le deuxième, Ceux qui sont partis, publié à nouveau aux éditions Proximité, elle est de nouveau invitée au Salon du livre de Genève en 2023. Elle met en lumière dans cette œuvre le déchirement et les désillusions vécus par les migrants africains, écartelés entre leur terre d'accueil et leur pays d'origine.

### Œuvres littéraires
- Yvette Balana, Je suis la femme fleurie (œuvre littéraire), Éditions L'Harmattan, Paris, 2006.
- Yvette Balana, Quand la veuve danse sur la tombe de la patrie (œuvre littéraire), Éditions L'Harmattan, Paris, 2011.
- Yvette Balana, Au bout de l'errance (œuvre littéraire), Éditions Ifrikiya, Yaoundé, 2014.
- Yvette Balana, Le Pagne de ma grand-mère (œuvre littéraire), Proximité, Yaoundé, 2020.
- Yvette Balana, Ceux qui sont partis (œuvre littéraire), Proximité, Yaoundé, 2023.

### Articles scientifiques
- « De la subjectivité à la vérité historique : écriture autobiographique et histoire socio-coulturelle chez Tahar Ben Jellou et Assia Djebar », Intel'actuel, Université de Dschang,‎ 2016 (ISSN 1729-7117 et 2959-6904, OCLC 778583053).
- Yvette Balana, « L'Africain et le paradigme de la modernité. Que devient l'identité? », Présence francophone, vol. 86, no 1,‎ 2016 (ISSN 0048-5195 et 3065-6222, OCLC 2106502).
- Yvette Balana, « La tension entre Eros et Philia : amour et sexualité dans quelques romans d'Afrique subsaharienne et du Maghreb », Discours et sexe dans les littératures francophones d'Afrique : vers un changement des mentalités ? sous la direction de Flora Amabiamina & Bernard Bienvenu Nankeu, Paris, Éditions L'Harmattan,‎ 2018, p. 23-40 (ISBN 978-2-343-16166-2).